# Varenguebec
 Varenguebec  es una población y comuna francesa, situada en la región de Baja Normandía, departamento de Mancha, en el distrito de Coutances y cantón de La Haye-du-Puits.
Está integrada en la Communauté de communes de la Haye-du-Puits.

## Demografía
| 432 | 414 | 358 | 324 | 280 | 292 |
| Para los censos de 1962 a 1999 la población legal corresponde a la población sin duplicidades (Fuente: INSEE [Consultar]) |     |     |     |     |     |